# びざん型巡視船 (2代)
びざん型巡視船（びざんがたじゅんしせん、英語: Bizan-class patrol vessel）は、海上保安庁の巡視船の船級。分類上はPS型、公称船型は180トン型。ネームシップが配置替えに伴って改名したことから、びざん型→ばんな型→らいざん型と変遷してきた。

## 設計
海上保安庁は、昭和62年度から平成元年度にかけて、高速力と外洋行動能力を両立させた新型巡視船として、180トン型PS（みはし型） 4隻を建造した。しかし同型では、計画段階では全長46メートルとされていたものの、諸般の事情により、全長43メートルに短縮して建造されていた。本型は、同型をもとに全長を46メートルに延長し、清水や食料の搭載量を増すことで、連続行動時間の延長と居住性の向上を図った改良型である。
このような経緯から、主機関は当初、同型のものを踏襲して、SEMT ピルスティク製（新潟鐵工所によりライセンス生産）の4サイクル高速ディーゼルエンジンを3基搭載しており、V型16気筒型の16PA4V-200VGA（単機出力3,500馬力）を両舷に配してスクリュープロペラ各1軸（計2軸）を、V型12気筒型の12PA4V-200VGA（単機出力2,400馬力）を中央機として低速用ウォータージェット推進機1基を駆動する方式とされていた。
その後、新日韓漁業協定を受けて平成10年度で建造された7番船「みずき」は「捕捉機能強化型」と称され、防弾性や装備の強化に伴う重量増を補うため、中央機を両舷機と同機種として出力を増強した。そして平成14年度の8番船「こうや」以降は、主機を軽油だけでなくA重油も燃料として使用できる新潟16V20FX(単機出力5,000馬力)2基、推進器をウォータージェット2基に変更するとともに舵を廃止。さらに船幅を30センチ広げるなど事実上の改型となっている。

## 装備
当初は1番船は非武装、2～6番船は機側操作の13mm単装機銃（ブローニングM2重機関銃）を搭載していたが、竣工後、全船で赤外線捜索監視装置との連接によって目標追尾型遠隔操縦機能（RFS）を備えたJM61-RFS 20mm多銃身機銃に換装されており、平成14年度計画船以降は建造時からこれを搭載している。
また捕捉機能強化型では暗視装置や高圧放水銃を装備しており、これは平成14年度計画以降の建造船でも踏襲された。

## 同型船
本来は巡視船艇の船名は転属に伴って改名されるが、九州南西海域工作船事件に従事した7番船の「みずき」はその功績から例外として転属後もその名を留めている。なお、「みずき」は2010年の尖閣諸島中国漁船衝突事件にも従事しており、2012年7月には魚釣島の領海を侵犯した台湾の海巡署の巡視船と衝突している。
「のばる」は、2016年4月8日、21時ごろ、夜間のパトロールを終えて平良港へ入港する際、下崎北防波堤の西側に衝突した。乗組員15名のうち3名が骨折などの重傷、残り12名も軽傷を負った。船首を大破し航行不能となった「のばる」は、翌9日に曳航により港内に移動された後、係船されていたが、その後、2016年9月に深田サルベージ建設の新日丸に曳航され、三菱重工業下関造船所へ入渠した。2017年2月下旬に修理完了し3月に再配備された。
また、日本政府はフィリピン沿岸警備隊に同型をモデルシップとする40m級多目的対応船（Parola級巡視船）10隻を供与する。
巡視船「きりしま」は2024（令和06）年度に潜水艤装され、2025（令和07）年03月宮崎から呉へ配属替え、解役された巡視船「くろせ」の潜水業務を引継ぎ「救難強化巡視船」となっている。
| 計画年度          | #     | 船名                       | 建造所                       | 起工          | 進水           | 竣工           | 所属                                                                       | 解役          | 備考                                                             |
| ----------------- | ----- | -------------------------- | ---------------------------- | ------------- | -------------- | -------------- | -------------------------------------------------------------------------- | ------------- | ---------------------------------------------------------------- |
| 平成4年           | PS-06 | びざん → ばんな → らいざん | 三菱重工業下関工場           | 1993年4月6日  | 1993年11月15日 | 1994年1月31日  | 徳島（第五管区） → 石垣（第十一管区） → 福岡（第七管区） →対馬（第七管区） |               |                                                                  |
| 平成4年補正       | PS-05 | かむい                     | 日立造船神奈川工場           | 1993年4月12日 | 1993年11月15日 | 1994年1月31日  | 根室 →江差（第一管区）                                                     | 2024年1月30日 |                                                                  |
| 平成5年第1次補正  | PS-07 | あしたか                   | 三井造船玉野事業所           | 1993年12月9日 | 1994年6月24日  | 1994年9月30日  | 横須賀（第三管区）                                                         |               |                                                                  |
| 平成5年第3次補正  | PS-08 | くらま → かりば            | 三菱重工業下関工場           | 1994年9月21日 | 1995年5月25日  | 1995年8月29日  | 隠岐（第八管区） → 江差（第一管区） → 根室（第一管区）                     |               |                                                                  |
| 平成7年           | PS-09 | あらせ                     | 三菱重工業下関工場           | 1996年4月9日  | 1996年10月4日  | 1997年1月29日  | 宿毛（第五管区）                                                           |               |                                                                  |
| 平成7年           | PS-10 | さんべ                     | 日立造船神奈川工場           | 1996年4月9日  | 1996年10月22日 | 1997年1月29日  | 隠岐（第八管区）                                                           |               |                                                                  |
| 平成10年第3次補正 | PS-11 | みずき                     | 三井造船玉野事業所           | 1999年3月16日 | 2000年4月28日  | 2000年6月9日   | 福岡（第七管区） → 石垣（第十一管区） → 那覇（第十一管区）                 |               |                                                                  |
| 平成14年          | PS-12 | こうや                     | ユニバーサル造船京浜事業所   | 2003年3月24日 | 2003年11月19日 | 2004年3月18日  | 田辺（第五管区）                                                           |               |                                                                  |
| 平成19年          | PS-13 | つくば                     | 三菱重工業下関造船所         | 2007年12月4日 | 2008年7月8日   | 2009年3月4日   | 銚子（第三管区）                                                           |               |                                                                  |
| 平成19年          | PS-14 | あかぎ                     | 三菱重工業下関造船所         | 2007年12月4日 | 2008年10月21日 | 2009年3月4日   | 茨城（第三管区）                                                           |               |                                                                  |
| 平成21年          | PS-15 | びざん                     | 三菱重工業下関造船所         | 2010年4月26日 | 2010年8月6日   | 2011年4月26日  | 徳島（第五管区）                                                           |               |                                                                  |
| 平成21年          | PS-16 | のばる → くにみ            | 三菱重工業下関造船所         | 2010年4月26日 | 2010年11月16日 | 2011年4月26日  | 宮古島 →那覇 →宮古島（第十一管区） → 宮崎（第十管区）                      |               | 2016年4月8日、平良港で防波堤に衝突、船首部を大破 2017年3月再配備 |
| 平成21年補正      | PS-17 | たかちほ                   | 三菱重工業下関造船所         | 2010年4月26日 | 2011年4月14日  | 2011年8月24日  | 宮崎 →種子島（第十管区）                                                   |               |                                                                  |
| 平成21年補正      | PS-18 | さんれい → さろべつ        | 三菱重工業下関造船所         | 2011年4月26日 | 2011年7月6日   | 2012年3月12日  | 高知（第五管区） → 稚内（第一管区）                                        |               | 2024（令和6）年12月26日配属替え船名変更                          |
| 平成21年補正      | PS-19 | あさじ                     | 三菱重工業下関造船所         | 2011年4月26日 | 2011年12月1日  | 2012年3月12日  | 対馬（第七管区）                                                           |               |                                                                  |
| 平成29年          | PS-20 | しんざん                   | 三井E&S造船玉野艦船工場      |               |                | 2019年2月20日  | 秋田（第二管区）                                                           |               |                                                                  |
| 令和2年第3次補正  | PS-21 | さろま                     | 三菱重工マリタイムシステムズ | 2021年3月5日  | 2022年3月3日   | 2022年10月19日 | 根室（第一管区）                                                           |               |                                                                  |
| 令和2年第3次補正  | PS-22 | きりしま                   | JMU鶴見工場                  | 2021年3月12日 | 2022年3月22日  | 2022年12月21日 | 宮崎（第十管区）⇒呉（第六管区）                                            |               | 2025（令和07）年03月19日配属替え（船名変更無し）救難強化巡視船   |

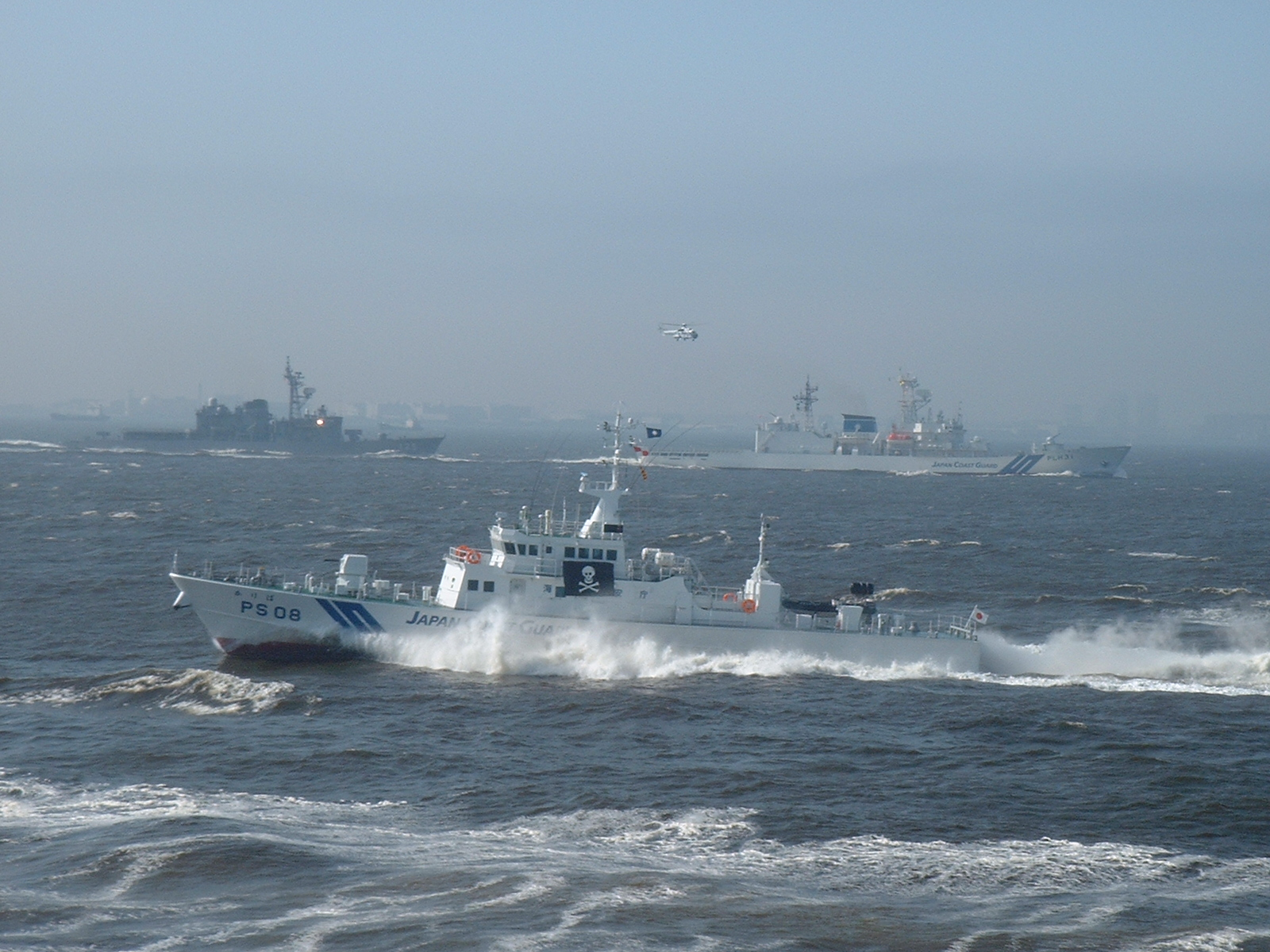
対不審船訓練中のPS08「かりば」。後方は巡視船PLH31「しきしま」（右）および護衛艦DD-125「さわゆき」（左）
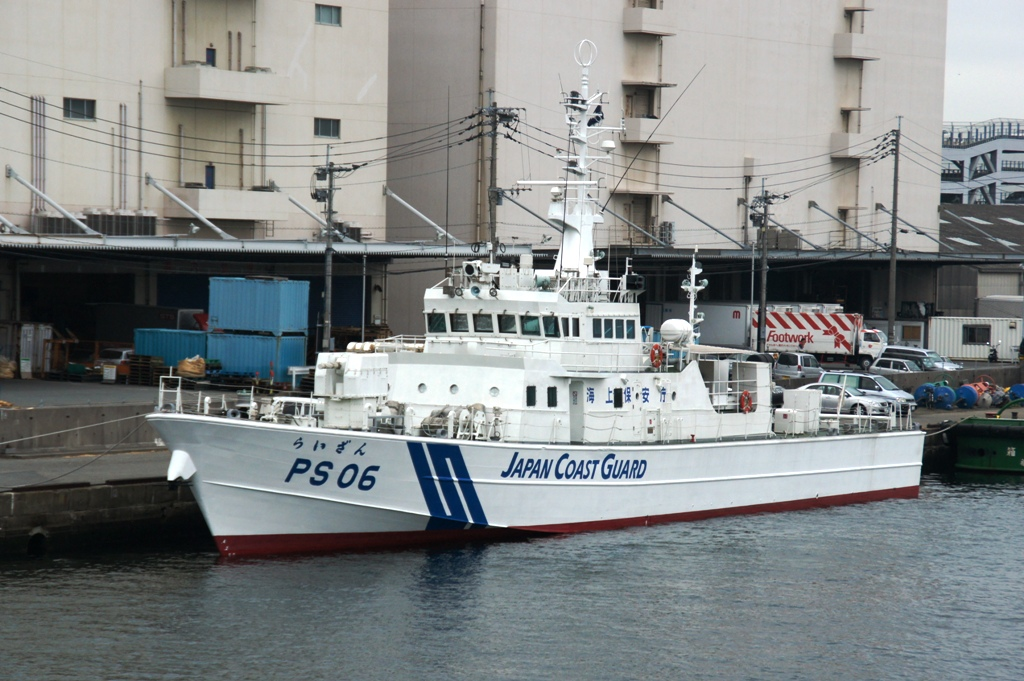
PS06 らいざん
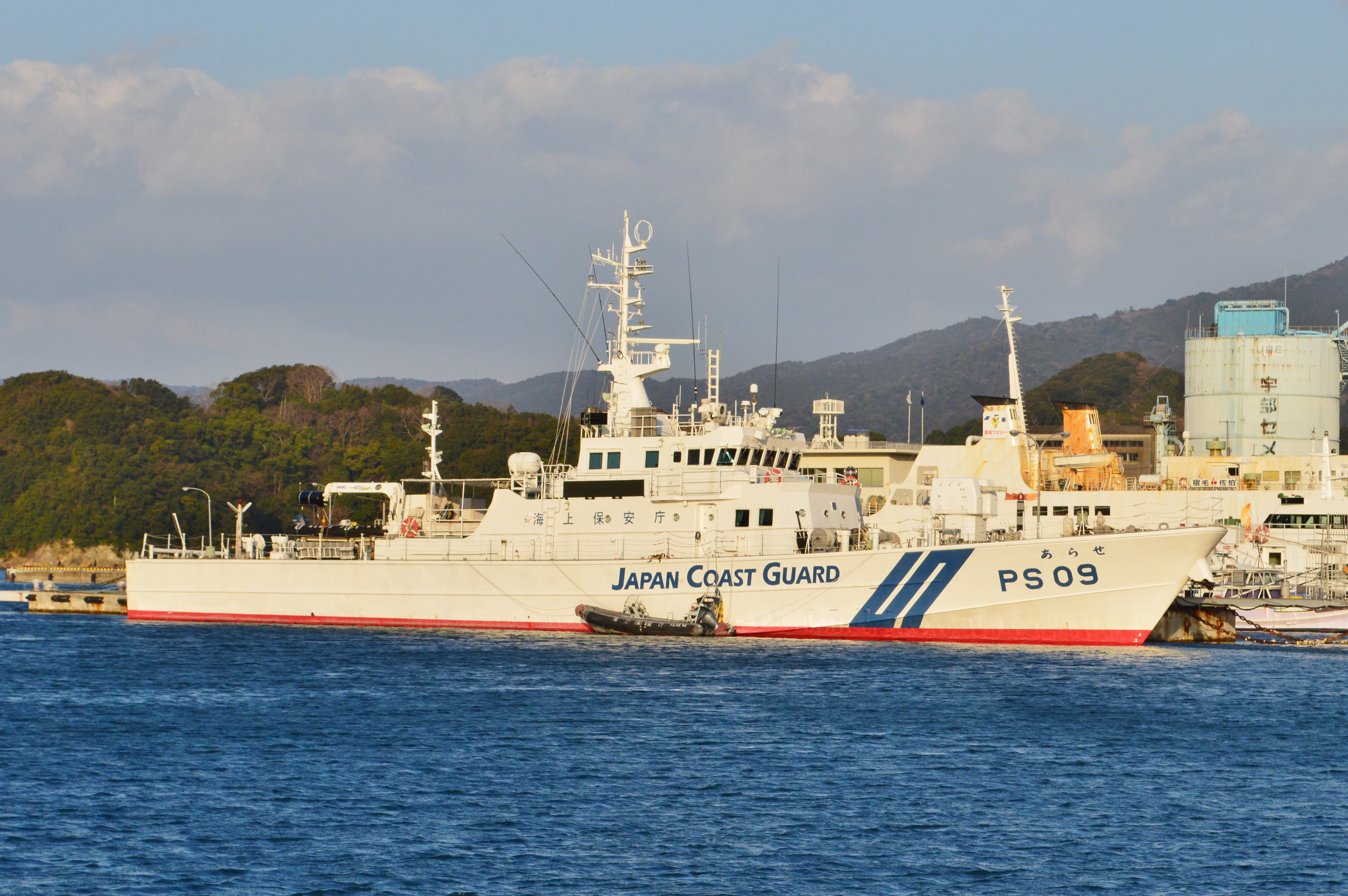
PS09 あらせ
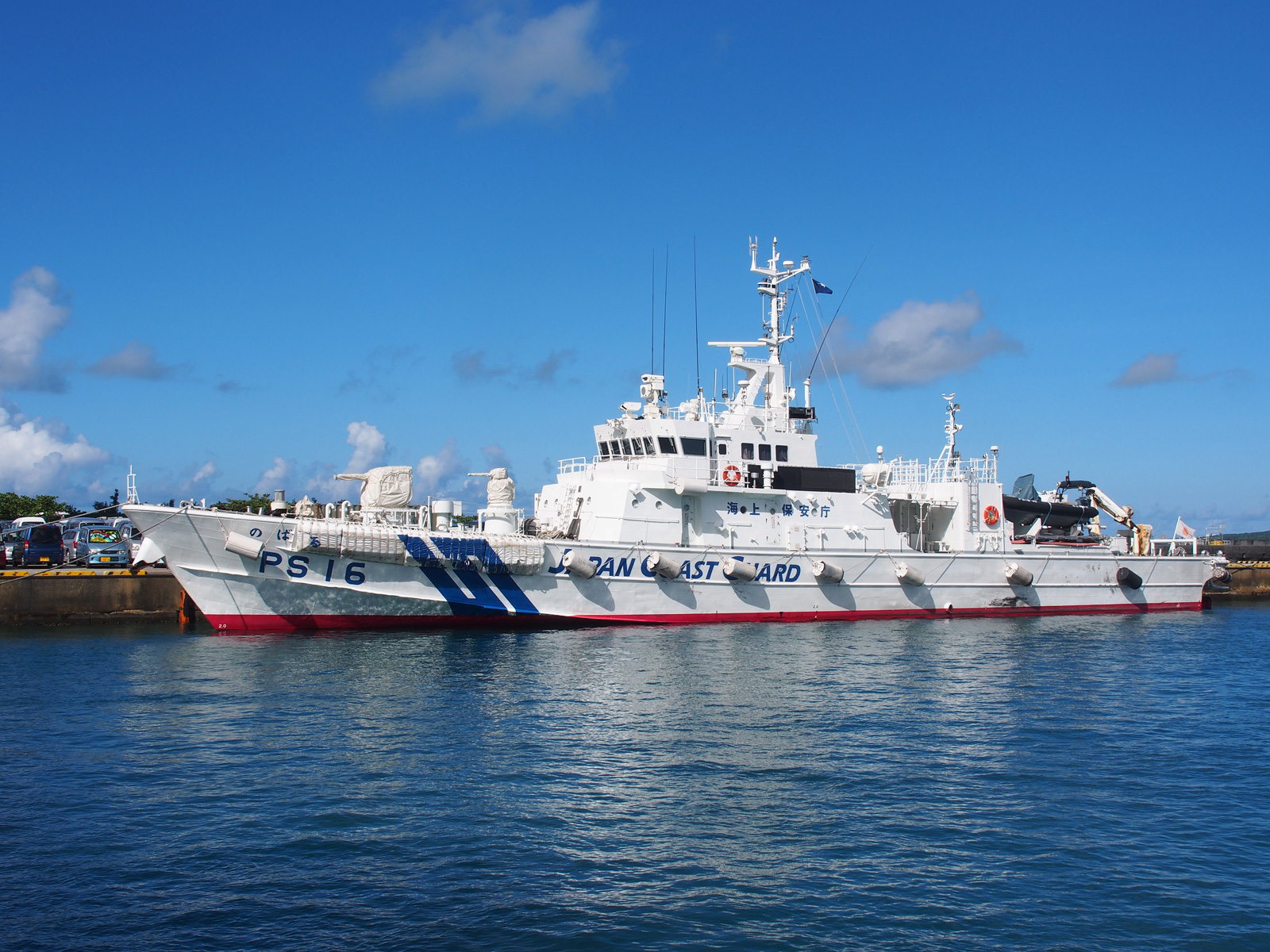
PS16 のばる
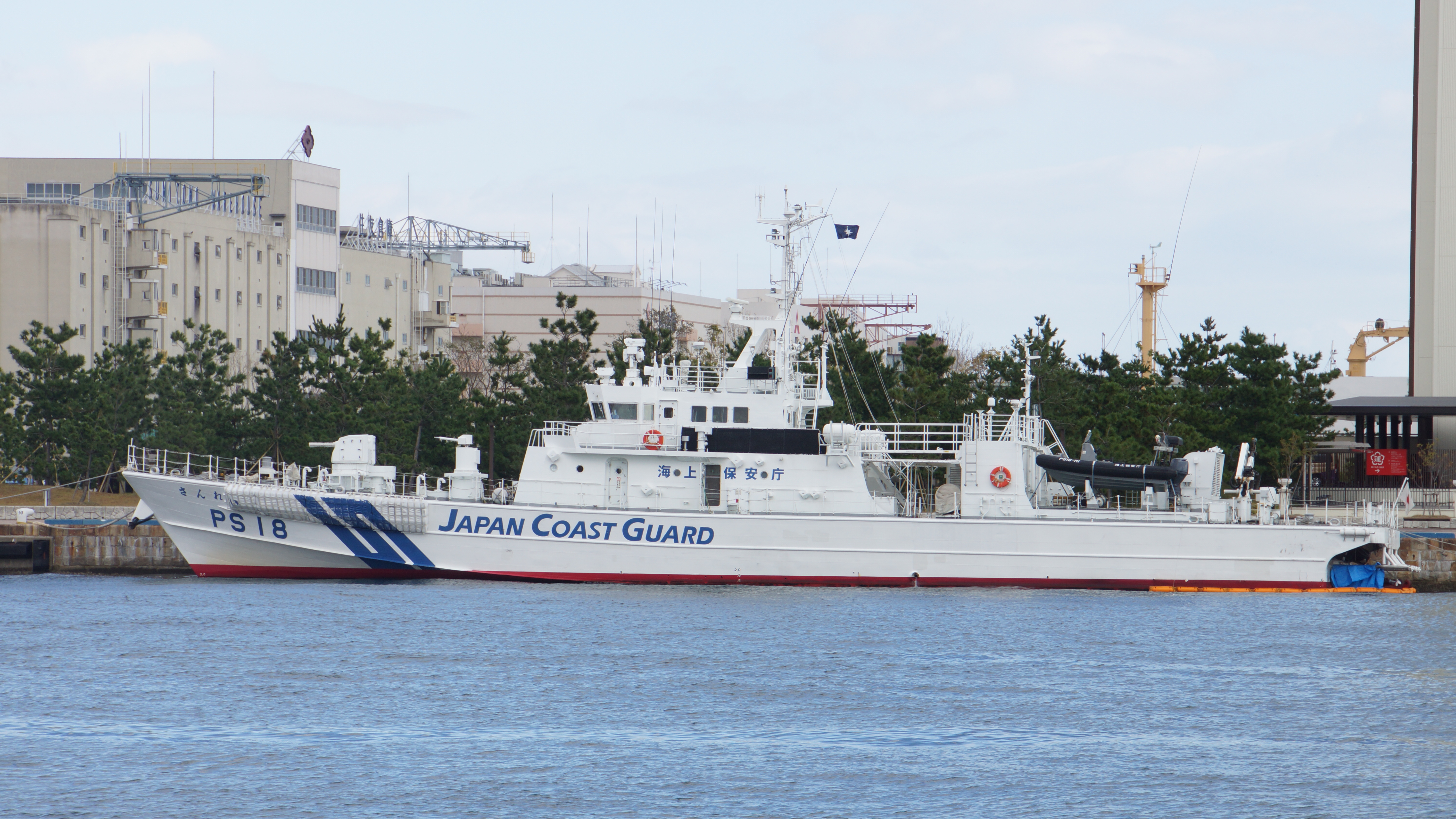
PS18 さんれい
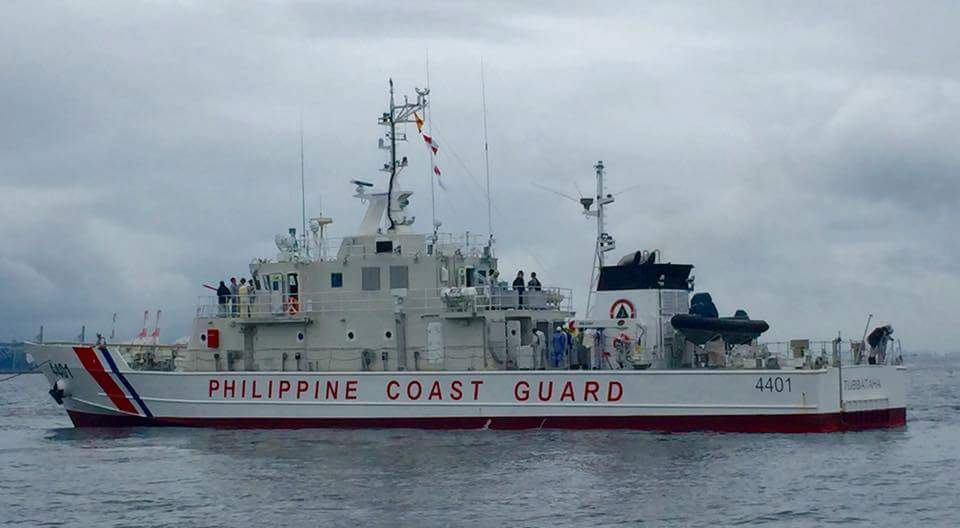
フィリピン沿岸警備隊の同型船BRP Tubbataha

## 登場作品
『海猿シリーズ』
『LIMIT OF LOVE 海猿』
「あらせ」が登場。鹿児島湾にて、フェリー「くろーばー号」が座礁する海難事故が発生したことを受け、現場海域へ急行し救助活動にあたる。
『BRAVE HEARTS 海猿』
「びざん」が登場。大阪湾にて、タンカーとコンテナ船が衝突する海難事故が発生したことを受け、現場海域へ急行し救助活動にあたる。